# هواپیمایی خاورمیانه
ام‌ای‌آ یا هواپیمایی خاورمیانه (MEA) (به انگلیسی: Middle East Airlines) (به عربی:طیران الشرق الأوسط)، هواپیمایی ملی و حامل پرچم لبنان است که مقر اصلی آن در بیروت قرار دارد. این شرکت پروازهای منظم بین‌المللی مختلفی را از بیروت به مقاصدی در خاورمیانه، اروپا و آفریقا انجام می‌دهد.
ام‌ای‌آ یکی از اعضای سازمان هواپیمایی‌های عرب و سازمان بین‌المللی حمل و نقل هوایی، (یاتا) بوده و قرار است در سال ۲۰۰۷ میلادی از طریق شریک نزدیکش ایر فرانس، به عنوان عضو همکار به کارتل هوایی اسکای تیم آلیانس بپیوندد.
در روز سه شتبه ۷ سپتامبر سال ۲۰۰۶ اسرائیل به محاصره هوایی ۸ هفته‌ای لبنان خاتمه داد و ام‌ای‌آ توانست از روز ۱۱ سپتامبر پروازهای خود را از فرودگاه بین‌المللی رفیق حریری بیروت از سر گیرد.

## تاریخچه

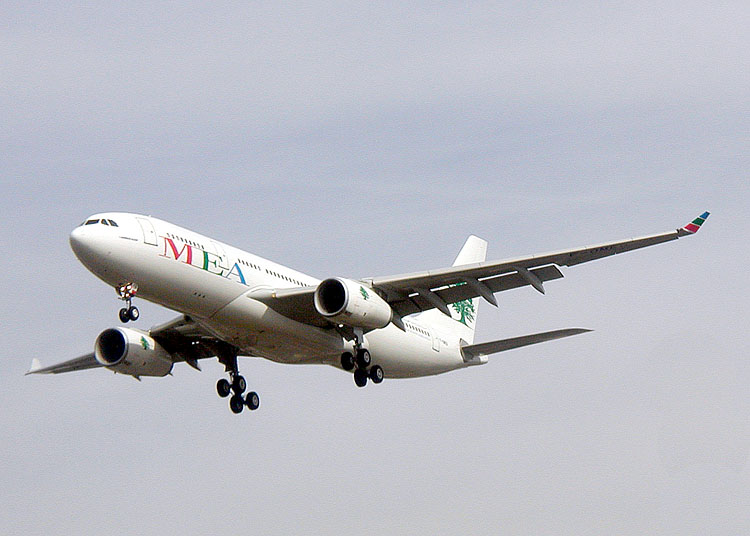
ایرباس ای۳۳۰–۳۰۰ ام‌ای‌آ

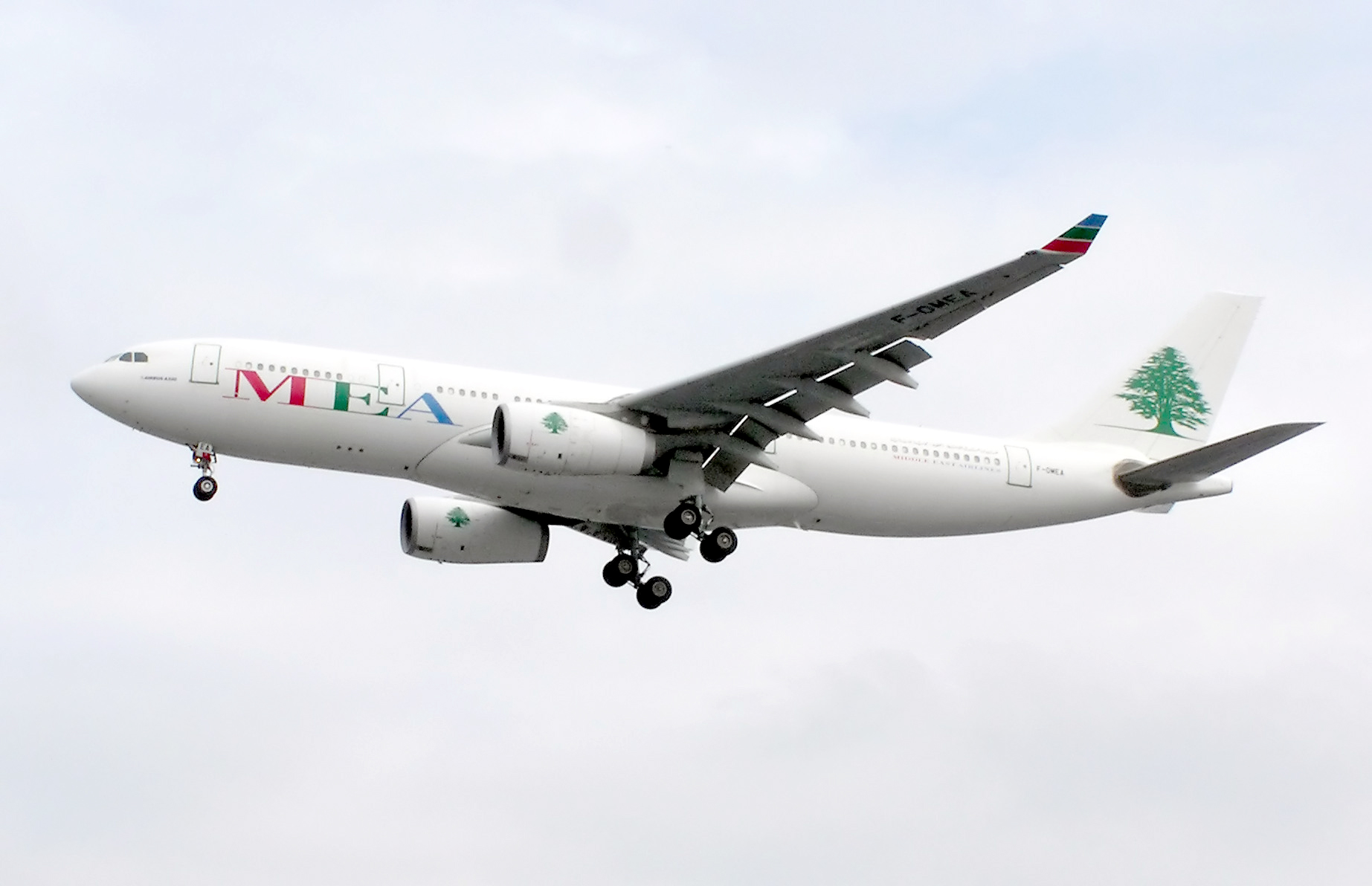
ایرباس ای۳۳۰–۲۰۰ ام‌ای‌آ

ام‌ای‌آ در روز ۳۱ می‌سال ۱۹۴۵ با همکاری و پشتیبانی فنی بواک (BOAC) انگلستان تأسیس شد. اولین هواپیماهای آن را ۳ فروند دهاویلند DH89A تشکیل می‌دادند. پروازهای رسمی شرکت در ۱ ژانویه ۱۹۴۶ با پرواز بیروت-نیکوزیا آغاز شد. در همان سال پروازهایی به مقصد عراق، مصر و سوریه به شبکه خدمات شرکت افزوده شد. در اواسط سال ۱۹۴۶، ۲ فروند داگلاس دی‌سی-۳ به ناوگان شرکت پیوست. در سال ۱۹۴۹ شرکت پان امریکن مدیریت ام‌ای‌آ را پذیرفت.
در سال ۱۹۵۵ شرکت بواک ۴۹٪ سهام شرکت را خریداری کرده و بدین ترتیب جایگزین پان آمریکن شد. در اکتبر ۱۹۵۵ یک فروند ویکرز ویسکاونت و در ژوئن ۱۹۵۷ یک فروند آورویورک باری اجاره‌ای به ناوگان شرکت پیوست. در دسامبر ۱۹۶۰ نیز نخستین فروند از چهار فروند دهاویلند کومت ام‌ای‌آ به پرواز درآمد. همکاری شرکت با بواک در آگوست سال ۱۹۶۱ پایان یافت و پس از ادغام آن در شرکت هواپیمایی ایر لیبان (به انگلیسی: Air Liban)، ایر فرانس ۳۰٪ سهامش را دراختیار گرفت. پس از ادغام، نام کامل شرکت به
میدل ایست ایرلاینز ایر لیبان تغییر یافت. پس از آن برنامه نوسازی ناوگان شرکت به این ترتیب ادامه یافت:
- آوریل ۱۹۶۳: ۳ فروند ساد اوییشن کاراولز
- ژانویه۱۹۶۶: ۳ فروند بوئینگ ۷۲۰
- مارس ۱۹۶۷: ۱ فروند ویکرز وی سی ۱۰ (اجاره‌ای)
- نوامبر ۱۹۶۷: تعدادی بوئینگ ۷۰۷–۳۲۰ سی

در سال ۱۹۶۵ هم‌زمان با ادغام کامل شرکت در ایر لیبان نشان کنونی آن طراحی شد. با توجه به آغاز جنگ اعراب و اسرائیل در سال ۱۹۶۷فعالیت‌های شرکت برای مدت دو سال به حال تعلیق درآمد. ام‌ای‌آ در سال ۱۹۶۹ یک فروند کونوایر سی وی ۹۹۰ ای را از آمریکن ایرلاینز اجاره کرد و فعالیت‌های خود را پس از ماه‌ها توقف از سر گرفت. در حالی که شرکت برنامه‌های توسعه خود را از سر گرفته بود و در همین چارچوب یک فروند بوئینگ ۷۴۷–۲۰۰ بی را در سال ۱۹۷۵ خریداری نموده بود تا در مسیر لندن-بیروت از آن استفاده نماید، با بروز جنگ داخلی در لبنان مجبور شد بار دیگر فعالیت‌های خود را متوقف کند. این تعطیلی تا اوایل دهه ۱۹۹۰ ادامه یافت.
با آرام شدن اوضاع سیاسی لبنان ام‌ای‌آ برنامه‌های توسعه خود را از سر گرفت. در همین راستا در سال‌های ۱۹۹۳ و ۱۹۹۴ تعدادی ایرباس ای۳۱۰–۳۰۰ خریداری شد.
ام‌ای‌آ در آغاز قرن بیست و یکم برای ادامه روند رو به رشد خود تعدادی هواپیمای مدرن ایرباس ای ۳۲۱–۲۰۰ و همین‌طور ایرباس ای ۳۳۰–۲۰۰ خریداری کرد .(هواپیماهای ای ۳۳۰ جایگزین ایرباس‌های ای۳۱۰ شدند) ساختار سازمانی شرکت در سال ۲۰۰۱ به‌طور کامل نوسازی شد. در حال حاضر ۹۹٫۳۷٪ سهام آن در اختیار بانک مرکزی لبنان است و ۲۳۱۰ نفر را در استخدام خود دارد.

## برنامه‌های آینده
- راه‌اندازی دستگاه‌های خودکار چک این (Check-in) در فرودگاه رفیق حریری بیروت
- تأسیس کارتل منطقه‌ای عربسک (Arabesk) با ۶ شرکت هواپیمایی دیگر از کشورهای عرب زبان
- واگذاری ۱۰ تا ۲۰ درصد سهام شرکت در بازار بورس بیروت در چارچوب یک برنامه خصوصی سازی درازمدت
- خرید دو فروند هواپیمای ایرباس در سال‌های ۲۰۰۷ و ۲۰۰۸ (نوع آن‌ها اعلام نشده‌است)
- خرید یک هواپیمای جت کوچک با ظرفیت ۵۰ تا ۷۰ نفر برای پروازهای محلی (نوع این هواپیما هنوز اعلام نشده ولی بمباردیر سی آر جی ۷۰۰ و امبرائر ای ار جی ۱۷۰ نامزدهای اصلی به‌شمار می‌روند)

## مقصدهای پروازی

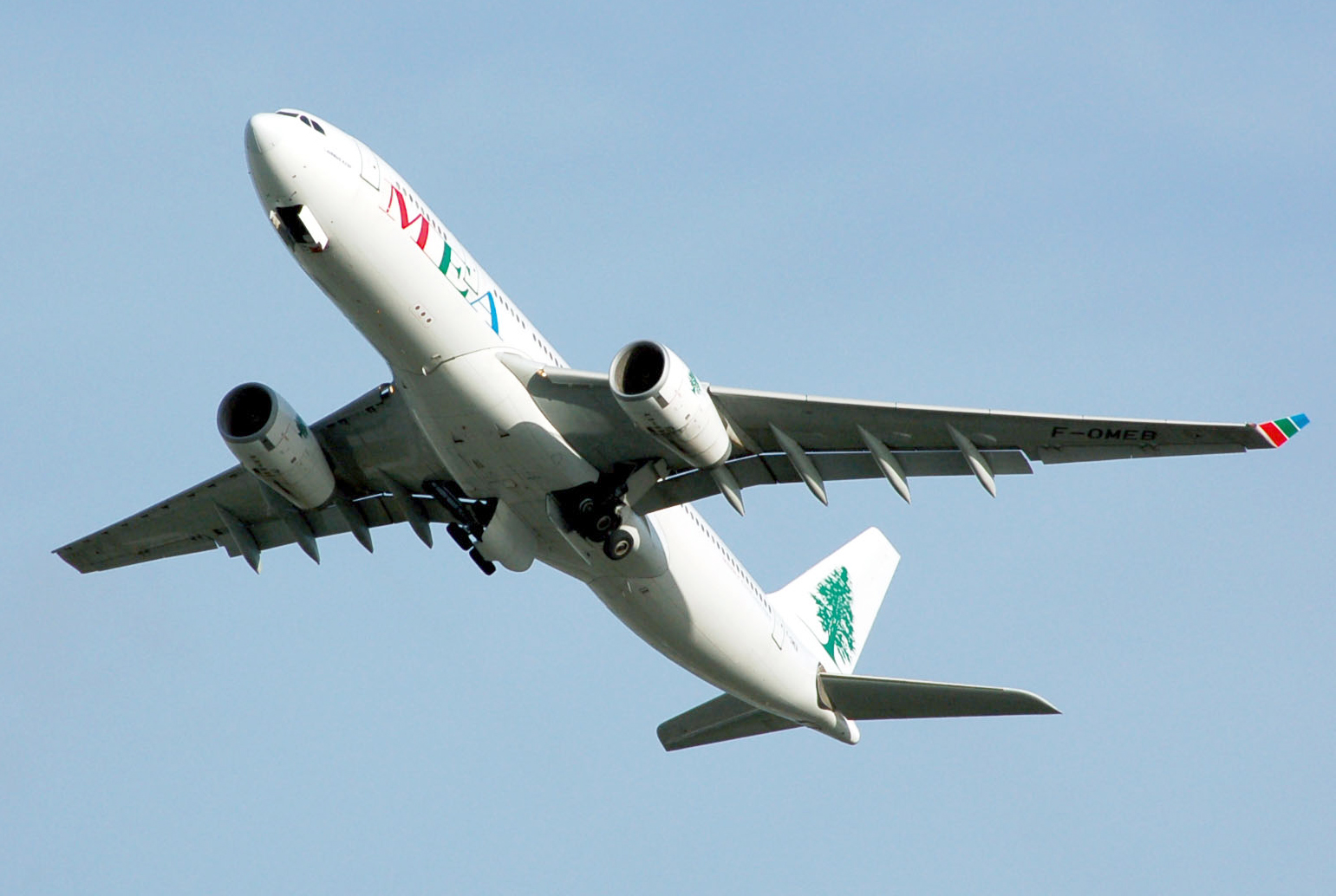
ایرباس ای۳۳۰–۳۰۰ ام‌ای‌آ

## خدمات جدید
- افزایش پروازها به فرانکفورت و ریاض
- امضای قرارداد همکاری با راه آهن ملی فرانسه (French National Railway) برای ارائه خدمات به مقصد ۱۵ شهر فرانسه با قطارهای فوق سریع تی جی وی (TGV)

## شرکت‌های تابعه
ام‌ای‌آ شرکت‌های زیر را به‌طور کامل در مالکیت خود دارد:
- خدمات فرودگاهی ام‌ای‌آ :((MEA Airport Services(MEAS)

این شرکت انجام کلیه امور خدماتی را در فرودگاه رفیق حریری بیروت از تمیز کردن ترمینال‌ها تا آماده ساختن باندهای پرواز برعهده دارد.
- خدمات زمینی ام‌ای‌آ :((MEA Ground Handling(MEAG)

ارائه خدمات به بیش از ۸۰٪ مسافران فرودگاه رفیق حریری بیروت را برعهده دارد.
- شرکت نگهداری هواپیماهای ام‌ای‌آ :((MEA Aircraft Services Company(MASCO)

تنها واحد آماده پرواز کردن هواپیماها در لبنان است. این شرکت در آماده کردن هواپیماهای ایرباس تخصص داشته و مجوز لازم برای نگهداری هواپیماهای با شناسه اروپایی را داراست. از مهم‌ترین مشتری‌های این شرکت می‌توان به هواپیمایی قبرس اشاره کرد.

## ناوگان
ناوگان فعلی (مرداد ۱۳۸۵):
- ۶ فروند ایرباس ای۳۲۱–۲۳۱ (با ۱۴۹ صندلی (۳۱ سدر کلاس و ۱۱۸ اکونومی کلاس) و مجهز به موتورهایIAE V۲۵۳۳)
- ۳ فروند ایرباس ای۳۳۰–۲۴۳ (با ۲۵۰ صندلی (۴۲ سدر کلاس و ۲۰۸ اکونومی کلاس) و مجهز به موتورهایRolls Royce plc Trent ۷۷۲)